# Swiss Basketball
Swiss Basketball ist der nationale Basketballverband der Schweiz mit Sitz in Granges-Paccot im Kanton Freiburg. Der Verband wurde 1929 gegründet. Der Verband ist zuständig für den Basketballsport in der Schweiz und organisiert die Nationalliga A bis zur 1. Liga bei den Herren und die Nationalliga A und B bei den Frauen. Daneben existiert der Schweizer Cup sowie mit dem SBL Cup ein Ligapokal.

## Struktur
Das oberste Organ des Verbands ist die Delegiertenversammlung. Die Zahl der Delegierten misst sich an der Anzahl lizenzierten Spieler der Regionalverbände. Die Delegiertenversammlung wählt den Zentralpräsidenten des Verbandes und den Vorstand wählt. Dem Vorstand sind die Geschäftsstelle, die verschiedenen Kommissionen, die Liga sowie die verschiedenen Regionalverbände unterstellt.
Weitere Organe sind der Klub die Kammer der Elite-Klubs, die den Profiligabetrieb organisiert, die Geschäftsprüfungskommission, die Revisionsstelle sowie die verbandseigenen Rechtspflegeorgane.

### Kommissionen
Folgende Kommissionen sind dem Verband angegliedert:
- Die Eidgenössische Kommission der Schiedsrichter (CFA)
- Die Eidgenössische Kommission der Trainer (CFE)
- Die Eidgenössische Kommission des Mini-Basket (CFMB)
- Die Ausbildungs- und Förderkommission (CFP)
- Der Beschwerdeausschuss

### Regionalverbände
Nachfolgend sind die neun Regionalverbände von Swiss Basketball aufgeführt.
| Name                                                              | Zuständigkeit Kantone                                            | Vereine | Mitglieder |
| ----------------------------------------------------------------- | ---------------------------------------------------------------- | ------- | ---------- |
| Association Cantonale Genevoise de Basketball (ACGBA)             | GE                                                               | 22      | 2772       |
| Association Cantonale Neuchâteloise de Basketball Amateur (ACNBA) | NE                                                               | 7       | 642        |
| Association Fribourgeoise de Basketball (AFBB)                    | FR                                                               | 12      | 1121       |
| Associazione Ticinese Pallacanestro (ATP)                         | TI                                                               | 16      | 2016       |
| Association Vaudoise de Basketball (AVB)                          | VD                                                               | 30      | 2915       |
| Association Valaisanne de Basketball (AVSBA)                      | VS                                                               | 15      | 1400       |
| Basketballverband Nordwestschweiz (BVN)                           | BL, BS, JU                                                       | 24      | 1564       |
| Nord-Ostschweizer Basketballverband (ProBasket)                   | restliche Deutschschweizer Kantone, Liechtenstein und Vorarlberg | 69      | 3422       |
| Kantonal-Bernischer Basketballverband (KBBV)                      | BE, SO                                                           | 9       | 403        |